# Municipio Antolín del Campo
Antolín del Campo es uno de los 11 municipios del Estado Nueva Esparta, ubicado en la Isla de Margarita en la costa del Mar Caribe de Venezuela.

## Historia
El municipio se creó el 3 de enero de 1988, en gaceta oficial salió como municipio autónomo según la división mostrada en esa gaceta y en 1990, comienza sus funciones. Recibió este nombre en honor, al héroe Francisco Antolín del Campo. Hasta 1987 formaba parte del Distrito Arismendi (hoy Municipio Arismendi).

### Héroe Epónimo
Francisco Antolín del Campo (teniente coronel): aún no se ha determinado su lugar de nacimiento. Algunos historiadores aseguran que nació en Mallorca (España) y llegó a Margarita en 1803 como escribano designado por la Capitanía General de Venezuela. Según los apuntes de Morillo sobre Margarita «Emigrados de Caracas que se hallan en la Isla» parece ser de origen caraqueño. En el año 1810 se une al movimiento que derrotó en La Asunción al Capitán Don Joaquín Ruelles y el 31 de julio de 1817 al frente de las tropas paraguachineses, participa en la Batalla de Matasiete con el grado de coronel.

## Geografía
Posee una superficie aproximada de 72 kilómetros cuadrados, cuya capital es la localidad de La Plaza de Paraguachí tiene una población de 20.325 habitantes según el censo de 2001, y sus principales actividades económicas son el Turismo, la pesca y la agricultura. Posee una sola parroquia civil.

### Centros poblados
- Paraguachí
- Aricagua[4]

## Economía
En sus inicios, la economía de la zona se sustentó principalmente en la actividad agropecuaria, destacándose el cultivo de caña de azúcar, que dio origen a una industria artesanal de aguardiente y papelón. También fueron comunes los cultivos de plátano, raíces comestibles y tabaco, los cuales formaban parte del paisaje agrícola tradicional.
Sin embargo, con el paso del tiempo, estas actividades han desaparecido casi por completo, debido a diversos factores económicos y sociales. En la actualidad, solo se observan algunas siembras aisladas de patilla y melón, que representan los últimos vestigios de la vocación agrícola de la región.
Por otro lado, la pesca se mantiene como una actividad económica relevante, especialmente en las zonas cercanas a ríos y cuerpos de agua, donde continúa siendo una fuente de sustento para muchas familias locales.

### Turismo

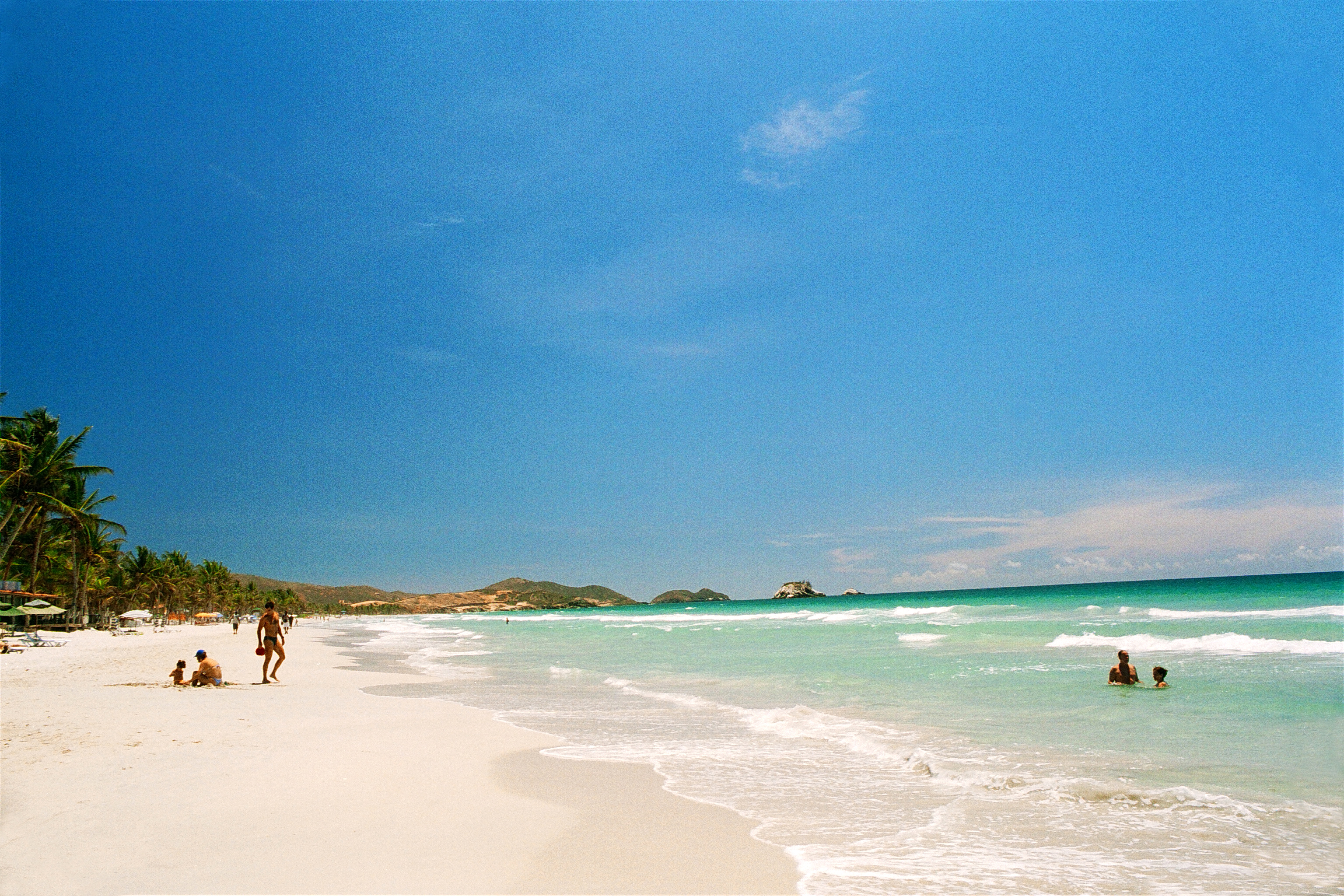
Playa El Agua

#### Playas
- El Agua (la más famosa y concurrida de la isla)
- Parguito
- El Tirano
- Manzanillo

#### Parques
- Parque acuático El Agua, el cual es el pionero de su tipo en toda Venezuela[5]

## Religión

### Patrono
San José, santo patrono de la iglesia universal, padre espiritual de Jesús esposo virginal de María a quien se unió en legítimo matrimonio, hijo de Jacob 
e hijo adoptivo o legal de Heli, ambos familia de David. Su oficio era el de carpintero, que incluía el hacer arados, yogos, puertas de madera, muebles, entre otras cosas. Llamado el «Santo del Silencio», porque solamente se conocen sus obras; sus actos de fe, amor y protección como padre de aquel que habría de ser el verdadero redentor de la humanidad. San José es el Patrono del municipio Antolín del Campo, desde tiempos de la colonia, su iglesia fue elegida como Parroquia eclesiástica en 1709. También se puede decir que es uno de los santos más significativos del estado Nueva Esparta.

## Cultura

### Festividades
| Festividad                               | Fecha              | Localización |
| ---------------------------------------- | ------------------ | --- |
| Gran Desfile de Carnaval                 | Fecha del carnaval | Diferentes categorías: comparsa infantil, comparsa adulto, comparsa humorística, traje individual infantil, traje individual adulto, carrozas, carretas o carretillas, bicicleta adornada, sambas show, bandas |
| Reyes Magos                              | 6 de enero         | El Poblado |
| Nuestra Señora de Altagracia             | 6 de enero         | Altagracia |
| Bautismo del Señor                       | 10 de enero        | Guacuco |
| San Sebastián                            | 20 de enero        | Tacarigua, San Sebastián |
| Carnavales                               | Varía en marzo     | Las Barrancas, Porlamar y la Isla de Coche |
| San José                                 | 19 de marzo        | Paraguachí |
| Fundación de Porlamar                    | 26 de marzo        | Porlamar |
| Beato Pedro González Thelmo              | 19 de abril        | Pedro González |
| Semana Santa                             | Varía en abril     | |
| Cristo del Buen Viaje                    | 3 de mayo          | Pampatar |
| Velorios de la Cruz                      | 3 de mayo          | Municipios Antolín del Campo, García, Arismendi, Marcano y Tubores |
| Movimiento Independentista de Margarita  | 4 de mayo          | |
| Nuestra Señora de Fátima                 | 13 de mayo         | Los Chacos, La Arboleda y Los Bagres |
| San Isidro Labrador                      | 15 de mayo         | Tacarigua |
| María Auxiliadora                        | 24 de mayo         | La Guardia, Isla de Coche |
| El Santo Caracol                         | Mayo               | Juangriego |
| Sagrado Corazón de Jesús                 | 6 de junio         | Tacarigua |
| San Antonio de Padua                     | 13 de junio        | Municipios Antolín del Campo, Díaz, Maneiro, Marcano, Mariño, García y Tubores |
| San Juan Bautista                        | 24 de junio        | San Juan |
| San Pedro Apóstol                        | 29 de junio        | San Pedro de Coche |
| Nuestra Señora del Carmen                | 16 de julio        | Municipios Antolín Del Campo, Díaz, Maneiro, Marcano, Mariño Y Tubores |
| Nuestra Señora de Santa Ana              | 26 de julio        | Santa Ana del Norte |
| Conmemoración de la Batalla de Matasiete | 31 de julio        | |
| Nuestra Señora de los Ángeles            | 2 de agosto        | Los Millanes |
| San Cayetano                             | 7 de agosto        | Las Marvales |
| Conmemoración de la Batalla del Fuerte   | 8 de agosto        | Juangriego |
| San Lorenzo                              | 10 de agosto       | San Lorenzo en El Maco |
| Nuestra Señora de La Asunción            | 15 de agosto       | La Asunción |
| Semana del Aire                          | 26 y 27 de agosto  | Playa El Agua |
| San Agustín                              | 28 de agosto       | Manzanillo y El Espinal |
| Santa Rosa de Lima                       | 30 de agosto       | Villa Rosa y El Espinal |
| Nuestra Señora del Valle                 | 8 de septiembre    | El Valle Del Espíritu Santo |
| Nuestra Señora de Coromoto               | 11 de septiembre   | La Isleta y en San Francisco |
| Nuestra Señora de Las Mercedes           | 24 de septiembre   | Punta de Piedras y en Pampatar |
| San Rafael Arcángel                      | 29 de septiembre   | Atamo, Boca de Pozo y Guinima |
| San Francisco de Asís                    | 4 de octubre       | San Francisco de Macanao y Boca del Río |
| Nuestra Señora del Rosario               | 7 de octubre       | El Bichar, en la Isla de Coche |
| Nuestra Señora del Pilar                 | 12 de octubre      | Los Robles |
| Santa Teresa de Jesús                    | 15 de octubre      | Las Hernández |
| Santa Eduviges                           | 16 de octubre      | Juangriego |
| San Rafael                               | 24 de octubre      | San Francisco de Macanao |
| San Judas Tadeo                          | 28 de octubre      | Los Robles |
| San Simón Apóstol                        | Octubre            | Punta de Piedras |
| Día de todos los Santos                  | 1 de noviembre     | |
| San Martín de Porres                     | 3 de noviembre     | Chacachacare y en La Otra Banda |
| Santa Isabel                             | 17 de noviembre    | Municipio Arismendi |
| La Chinita                               | 18 de noviembre    | Margarita, Coche y Cubagua |
| Nuestra Señora de la Medalla Milagrosa   | 27 de noviembre    | Guayacancito |
| San Nicolás de Bari                      | 6 de diciembre     | Porlamar |
| Nuestra Señora de la Caridad del Cobre   | 7 de diciembre     | Guamache |
| La Inmaculada Concepción                 | 8 de diciembre     | Juangriego |
| Nuestra Señora de Guadalupe              | 12 de diciembre    | Robledal |
| San Rafael                               | 15 de diciembre    | San Francisco de Macanao |
| San Juan Evangelista                     | 27 de diciembre    | Juangriego |

## Política y gobierno

### Alcaldes
| Período                            | Alcalde               | Partido político / Alianza | % de votos | Notas |
| ---------------------------------- | --------------------- | -------------------------- | ---------- | --- |
| 1989 - 1992                        | Ildemaro Rosas        | Copei                      | 44,95      | Primer alcalde bajo elecciones directas                                                                                |
| 1992 - 1995                        | Eddy Medina           | AD                         | 39,08      | Segundo alcalde bajo elecciones directas                                                                               |
| 1995 - 2000                        | Eddy Medina           | AD                         | -          | Reelecto (se realizaron elecciones generales adelantadas en el 2000 debido a la aprobación de la Constitución de 1999) |
| 2000 - 2004                        | Rafael Salazar        | PPT                        | 26,11      | Tercer alcalde bajo elecciones directas                                                                                |
| 2004 - 2008                        | Rafael Salazar        | MVR                        | 43,54      | Reelecto |
| 2008 - 2013                        | Olga Pérez de Salazar | PSUV                       | 39,65      | Cuarta alcalde bajo elecciones directas (se postergan 1 año las elecciones municipales pautadas para finales del 2012) |
| 2013 - 2017                        | Olga Pérez de Salazar | PSUV                       | 54,80      | Reelecta |
| 2017 - 2021                        | Olga Pérez de Salazar | PSUV                       | 61,37      | Reelecta |
| 2021 - 2025                        | David Caraballo       | PSUV                       | 44,71      | Quinto alcalde bajo elecciones directas                                                                                |
| Fuente: Consejo Nacional Electoral |                       |                            |            | |

### Concejo municipal
Período 2021 - 2025
| Concejales        | Partido político / Alianza |
| ----------------- | -------------------------- |
| Rosana Heredia    | PSUV                       |
| Yldemaro Rosas    | PSUV                       |
| Yosmar Villarroel | PSUV                       |
| Edgar Habanero    | PSUV                       |
| Karelis Tillero   | PSUV                       |
| Mauricio Tillero  | AD                         |
| Jaime Gonzalez    | MRA                        |